# 臥佛

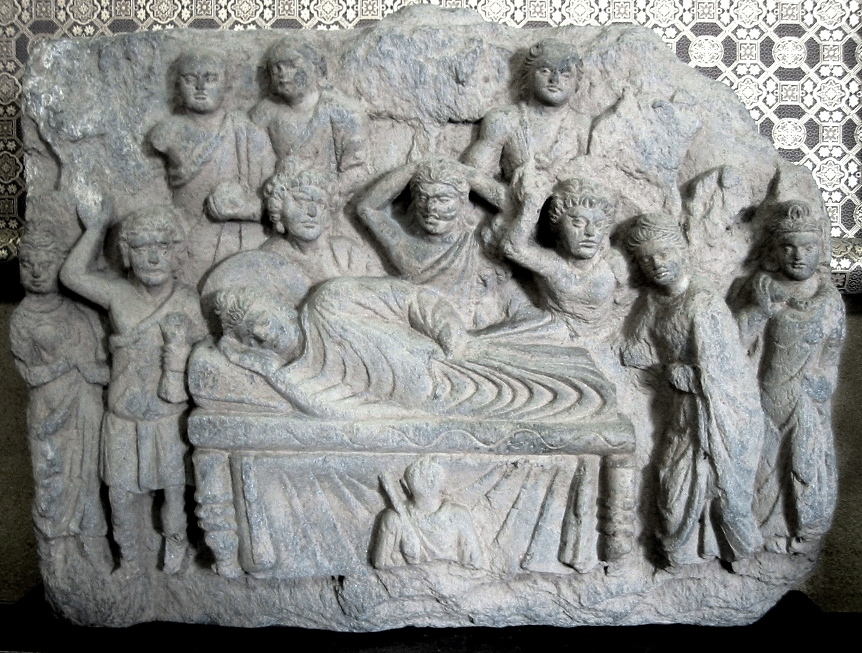
佛陀涅槃

臥佛表現的是佛陀躺臥的形象，是佛教藝術的主要題材之一。臥佛代表释迦牟尼最後一次臥病在牀時，即將進入涅槃的境界。 臥佛的形象是右側臥，頭枕在墊子或靠在右肘，用手支撐頭部。
在泰国文化中，卧佛是星期二的守护佛。

## 另見
- 涅槃會（英语：Parinirvana Day）
- 大般涅槃經
- 卧佛寺
- 毗濕摩臥箭牀

## 外部連接
维基共享资源上的相關多媒體資源：臥佛像